# Małgorzata Luksemburska (królowa Węgier)
Małgorzata Luksemburska (ur. 24 maja 1335, zm. 7 września 1349) – królewna czeska i niemiecka, królowa Węgier od 1346 r. lub 1348 r. jako pierwsza żona Ludwika Wielkiego.

## Życiorys
Była najstarszą córką cesarza Karola IV Luksemburskiego i Blanki Walezjuszki, córki Karola de Valois. 
1 marca 1338 r. w Wyszehradzie jej ojciec zawarł porozumienie z królem Węgier Karolem Robertem w sprawie małżeństwa Małgorzaty z następcą tronu węgierskiego Ludwikiem. Narzeczona wychowywała się na węgierskim dworze Elżbiety Łokietkówny. 
Papież Klemens VI wydał dyspensę na ten ślub w dniu 8 lipca 1342 r. Dyspensa była konieczna z uwagi na pokrewieństwo Ludwika i Małgorzaty (ich wspólnym przodkiem był Rudolf I Habsburg). Wkrótce po śmierci Karola Roberta (zm. 16 lipca 1342) jego syn Ludwik potwierdził 3 sierpnia 1342, że poślubi Małgorzatę, gdy ukończy ona 11 lat. Zapewne pod koniec sierpnia 1345 Karol Luksemburski spotkał się w Pradze z Ludwikiem. Wyjaśniono wówczas niejasności panujące pomiędzy władcami i zadecydowano o przyspieszeniu ślubu. 
Konkretna data ślubu nie jest znana. Stało się to pomiędzy 29 września 1346 r. a 17 marca 1348 r. Małżeństwo pozostało bezpotomne. 
W 1349 r. Małgorzata zmarła z powodu "czarnej śmierci". W liście urzędnika weneckiego z 7 października 1349 r. królowa została wspomniana jako zmarła. Została prawdopodobnie pochowana w Székesfehérvárze.
| 4. Jan Luksemburski      |  |                     |  |  |                            |
|                          |  | 2. Karol IV         |  |  |                            |
| 5. Elżbieta Przemyślidka |  |                     |  |  |                            |
|                          |  |                     |  |  | 1. Małgorzata Luksemburska |
| 6. Karol de Valois       |  |                     |  |  |                            |
|                          |  | 3. Blanka de Valois |  |  |                            |
| 7. Matylda               |  |                     |  |  |                            |
|                          |  |                     |  |  |                            |